# Fortuna Rocks
Fortuna Rocks är klippor i Sydgeorgien och Sydsandwichöarna (Storbritannien). De ligger i den nordvästra delen av Sydgeorgien och Sydsandwichöarna. Fortuna Rocks ligger 36 meter över havet.
Terrängen runt Fortuna Rocks är kuperad. Havet är nära Fortuna Rocks åt nordost.  Trakten runt Fortuna Rocks är nära nog obefolkad, med mindre än två invånare per kvadratkilometer.